# 李发伸
李发伸（1940年9月—），男，四川万县人，中国磁性材料学家，兰州大学教授、原校长，第九、十届全国人大代表。